# 박정태 (무술가)
박정태(1943년경 ~ 2002년 4월 11일)은 한국 태권도의 거장이자 캐나다 무술의 선구자이다. 그는 대한태권도협회의 12대 태권도 원조 사범 중 한 명이었다. 한국군에서 경력을 쌓은 그는 1970년 캐나다로 이민을 갔다. 최홍희 휘하의 국제태권도연맹 (ITF) 핵심 지도자였지만, ITF 탈퇴 후 1990년 세계태권도연맹을 창설했다. 수년 동안 태권도를 가르친 그는 2002년 세상을 떠났다.